# Agatha (voornaam)
Agatha of Agathe is een meisjesnaam. De etymologische oorsprong is het Griekse woord αγαθος of agathos, "de goede". De namen Aagt en Aagje zijn hiervan afgeleid.

## Bekende naamdraagsters

### Agatha
- Agatha (heilige) (225-251), Agatha van Catania of Sicilië
- Agatha van Normandië, dochter van Mathilde van Vlaanderen
- Agatha, abdis van Saint-Pierre in Lyon, dochter van Thomas I van Savoye
- Agatha Northumberland, dochter van Gisela en van de H. Stefanus I van Hongarije, moeder van Edgar Atheling van Engeland en de H. Margaretha van Schotland
- Agatha Munter, regentes van het Amsterdamse Leprozenhuis
- Agatha Christie (1890-1976), Engels schrijfster
- Anna Agatha Maria Willemse-van der Ploeg (1936), Nederlands politica
- Saskia Elisabeth Agatha Noorman-den Uyl (1946), Nederlands politica, dochter van Joop den Uyl

### Aagje
- Aagje Deken, Nederlandse schrijfster
- Aagje Vanwalleghem, Belgische turnster